# Holmestrand
Holmestrand är en tätort och stad som utgör centralort i Holmestrands kommun i Vestfold fylke i sydöstra Norge.